# 2005 GZ206
2005 GZ206, também escrito como 2005 GZ206, é um objeto transnetuniano que está localizado no Cinturão de Kuiper, uma região do Sistema Solar. Este corpo celeste está em uma ressonância orbital de 5:8 com o planeta Netuno. Ele possui uma magnitude absoluta de 7,2 e tem um diâmetro estimado com 160 km.

## Descoberta
2005 GZ206 foi descoberto no dia 13 de abril de 2005 pelos astrônomos H. G. Roe, M. E. Brown e K. M. Barkume.

## Órbita
A órbita de 2005 GZ206 tem uma excentricidade de 0,112 e possui um semieixo maior de 44,747 UA. O seu periélio leva o mesmo a uma distância de 39,748 UA em relação ao Sol e seu afélio a 49,747 UA.